# Tranvía de Savannah
El Tranvía de Savannah  o River Street Streetcar es un sistema de tranvía histórico ubicado en Savannah, Georgia. Inaugurado el 11 de febrero de 2009, actualmente el Tranvía de Savannah cuenta con 1 línea y 7 estaciones.